# 2007 w Wojsku Polskim
Kalendarium Wojska Polskiego 2007 – wydarzenia w Wojsku Polskim w roku 2007.
Potencjał Sił Zbrojnych RP na 31.12.2007 wynosił:
| Stan ewidencyjny Wojska Polskiego | Podstawowe uzbrojenie Wojska Polskiego |
| --- | --- |
| Kadra zawodowa - 90 016 - generałowie - 152 - oficerowie - ok. 26 412 - podoficerowie - 48 548 - szeregowi zawodowi - 14 894 żołnierze zasadniczej służby wojskowej - ok. 54 824 | - czołgi - 915 - wozy bojowe - 2085 - artyleria - 1210 - śmigłowce - 232 - samoloty - 183 - okręty bojowe i pozostałe jednostki pływające - 82 |

## Styczeń
1 stycznia
- wprowadzono nową strukturę organizacyjną Ministerstwa Obrony Narodowej oraz Sztabu Generalnego Wojska Polskiego

3 stycznia
- w Żaganiu odbyła się uroczystość pożegnania VIII zmiany Polskiego Kontyngentu Wojskowego w Iraku w ramach Wielonarodowej Dywizji Centrum-Południe

5 stycznia
- w Biurze Bezpieczeństwa Narodowego w Warszawie odbyła się narada dotycząca przygotowań Sił Zbrojnych i instytucji państwowych do realizacji misji w Afganistanie

6 stycznia
- podczas obchodów 16 rocznicy odtworzenia Ordynariatu Polowego Wojska Polskiego bp gen. dyw. dr Tadeusz Płoski wręczył Medale „Milito pro Christo” oraz dyplomy „Benemerenti”

10 stycznia
- w Warszawie podsekretarz stanu w Ministerstwie Obrony Narodowej Bogusław Winid i prezes zarządu Fundacji „Military Park” Stanisław Tołwiński podpisali porozumienie o współpracy

31 stycznia
- kompania likwidacji skażeń 4 pułku chemicznego z Brodnicy na mocy rozkazu nr 29 DWL z 31 stycznia 2007 roku została uhonorowana proporcem i tytułem „Wzorowy Pododdział Wojsk Lądowych”[2]

## Luty
1 lutego
- szef Wojsk Chemicznych DWLąd. płk Wojciech Lech wyznaczony został na stanowisko szefa sztabu – zastępcę dowódcy Pomorskiego Okręgu Wojskowego[3]

2 lutego
- Płk dypl. inż. Daniel Król objął stanowisko szefa Wojsk Inżynieryjnych[4]

5 lutego
- Minister obrony narodowej Radosław Sikorski podał się do dymisji, premier Jarosław Kaczyński dymisję przyjął i zaproponował objęcie stanowiska ministra Aleksandrowi Szczygle

6 lutego
- na Placu Piłsudskiego w Warszawie odbyła się uroczystość pożegnania z wojskiem ministra obrony narodowej Radosława Sikorskiego[5]
- w Poznaniu w oddziale ŻW odbyła się narada z udziałem kadry dowódczej jednostek wojskowych, a była ona poświęcona zwiększaniu skuteczności działań profilaktycznych zapobiegających patologiom w wojsku[5]

7 lutego
- Aleksander Szczygło powołany został przez Prezydenta RP Lecha Kaczyńskiego na stanowisko ministra obrony narodowej[5]

9 lutego
- W Szczecinie na terenie 12 Brygady Zmechanizowanej odbyła się uroczystość przekazania obowiązków dowódcy brygady. Gen. bryg. Piotr Pionek przekazał obowiązki płk. dypl. Wojciechowi Klimasowi[6]
- płk Waldemar Zakrzewski został dowódca 2 Brygady Saperów[6]

12 lutego
- gen. bryg. pil. Andrzej Błasik przestał dowodzić 2 Brygadą Lotnictwa Taktycznego.

13 lutego
- Prezes Rady Ministrów Jarosław Kaczyński mianował Jacka Kotasa na stanowisko podsekretarza stanu w resorcie Obrony Narodowej[7]
- płk dypl. pil. Sławomir Kałuziński wyznaczony został na stanowisko dowódcy formowanej 3 Brygady Lotnictwa Transportowego[8]
- Dowódcą 2 Brygady Lotnictwa Taktycznego został płk pil. Włodzimierz Usarek[8]

17 lutego
- polski patrol w Iraku najechał na IED

## Marzec
1 marca
- do użytku w Siłach Zbrojnych Rzeczypospolitej weszła Instrukcja o wprowadzaniu do Sił Zbrojnych Rzeczypospolitej Polskiej uzbrojenia i sprzętu wojskowego oraz wycofywania uzbrojenia i sprzętu wojskowego nieodpowiadającego wymaganiom wojska

8 marca
- odbyła się konferencja prasowa dotycząca przygotowania PKW do misji ISAF w Afganistanie Aleksandra Szczygły, poświęcona omówieniu stanu przygotowań Polskiego Kontyngentu Wojskowego do udziału w misji ISAF w Afganistanie

13 marca
- początek dwudniowej odprawy kierowniczej kadry Ministerstwa Obrony Narodowej i Sił Zbrojnych Rzeczypospolitej Polskiej

16 marca
- na wrocławskim lotnisku Strachowice odbyła się uroczystość pożegnania pierwszej grupy sił głównych Polskiego Kontyngentu Wojskowego udającej się na misję do Afganistanu
- na posiedzeniu Sejmu RP został jednogłośnie przyjęty rządowy projekt ustawy o zmianie ustawy o zaopatrzeniu emerytalnym żołnierzy zawodowych oraz ich rodzin oraz o zmianie niektórych innych ustaw

22 marca
- w Audytorium Maximum Uniwersytetu Kardynała Stefana Wyszyńskiego odbyła się dyskusja panelowa zatytułowana Afganistan jako teatr działań wojennych. Historia i współczesność; w konferencji udział wziął m.in. minister ON Aleksander Szczygło, który wystąpił z referatem pt. O znaczeniu misji w Afganistanie

27 marca
- odbyła się konferencja prasowa ministra ON Aleksandra Szczygły poświęcona zagadnieniom wyposażenia PKW Afganistan w Kołowy Transporter Opancerzony Rosomak

## Kwiecień
4 kwietnia

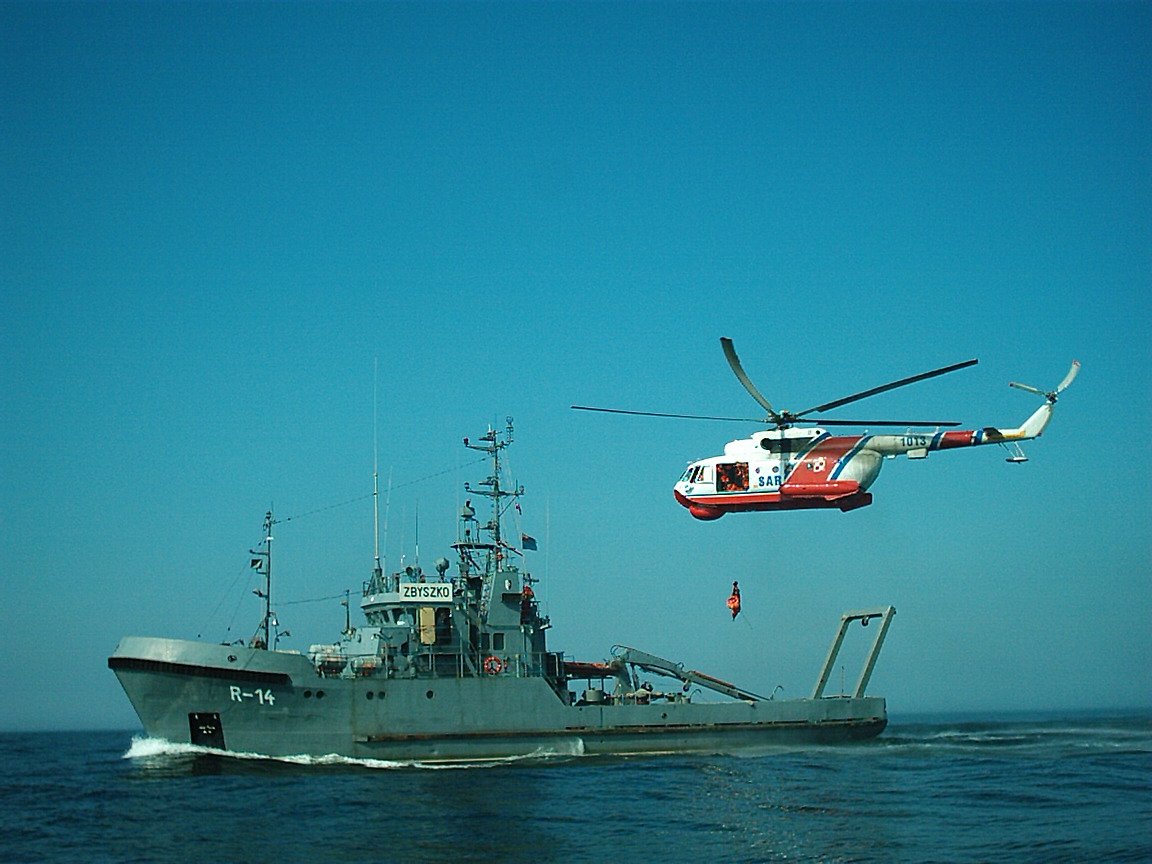
Marynarka Wojenna na ćwiczeniu BALTIC SAREX 07

- na Cmentarzu Powązkowskim w Warszawie odbyły się uroczystości pogrzebowe żołnierza AK i ofiary stalinowskiego mordu sądowego ppor. Mieczysława Bujaka ps. Gryf

6 kwietnia
- ukazał się Dziennik Urzędowy Ministra Obrony Narodowej nr 6

13 kwietnia
- Sejm RP przyjął dwie porządkujące poprawki Senatu RP do nowelizacji ustawy o zaopatrzeniu emerytalnym żołnierzy zawodowych oraz ich rodzin

16 kwietnia
- w Gdyni odbyła się X Konferencja Morska Aspekty Bezpieczeństwa Nawodnego, Podwodnego i Lotów nad Morzem, pod patronatem dowódcy Marynarki Wojennej RP, admirała floty Romana Krzyżelewskiego
- o godz. 14.00 na dziedzińcu Muzeum Wojska Polskiego w Warszawie, al. Jerozolimskie 3 odbyła się uroczystość odsłonięcia posągu gen. bryg. Marii Wittek, autorstwa rzeźbiarza prof. Bohdana Chmielewskiego
- powitanie grupy żołnierzy Wielonarodowej Dywizji Centrum Południe, o godz. 8.00 na lotnisku Wrocław-Starachowice minister ON Aleksander Szczygło powitał grupę żołnierzy powracających z misji w Iraku

17 kwietnia
- porozumienie pomiędzy MON a Telewizją Polską S.A., o godz. 12.00 w siedzibie MON przy ul. Klonowej 1 podpisano porozumienie pomiędzy Ministerstwem Obrony Narodowej a Telewizją Polską S.A. w sprawie współpracy w zakresie informowania opinii publicznej o zagadnieniach dotyczących bezpieczeństwa i obronności państwa oraz funkcjonowania Sił Zbrojnych RP, a także produkcji i emisji programów telewizyjnych o tematyce wojskowej
- udział podsekretarza stanu w MON Jacka Kotasa w II Sympozjum Historycznym, o godz. 11.00 w siedzibie Stowarzyszenia Współpracy Polska-Wschód (ul. Marszałkowska 115, sala konferencyjna 109, I p.) podsekretarz stanu w MON Jacek Kotas wziął udział w II Sympozjum Historycznym związanym z obchodami XV-lecia istnienia Związku Represjonowanych Politycznie Żołnierzy-Górników

18 kwietnia
- uroczystość pożegnania żołnierzy udających się na misję do Afganistanu, o godz. 16.20 na wrocławskim lotnisku Strachowice odbyła się uroczystość pożegnania kolejnej grupy żołnierzy udających się na misję do Afganistanu, podczas uroczystości obecny był minister ON Aleksander Szczygło

19 kwietnia
- zmiana na stanowisku dowódcy Sił Powietrznych, o godz. 14:00 w Pałacu Prezydenckim Prezydent Rzeczypospolitej Polskiej, Zwierzchnik Sił Zbrojnych Lech Kaczyński dokonał zmiany na stanowisku dowódcy Sił Powietrznych - nowym dowódcą został gen. dyw. pil. Andrzej Błasik

21 kwietnia
- Dzień Otwartych Drzwi w Wyższej Szkole Oficerskiej Wojsk Lądowych we Wrocławiu

23–27 kwietnia
- na morzu Bałtyckim odbyło się międzynarodowe ćwiczenie ratownicze BALTIC SAREX 07. W ćwiczeniu tym wzięły udział jednostki z Niemiec, Szwecji, Finlandii, Litwy, Łotwy, Estonii, Danii i Polski. Marynarkę Wojenną reprezentowały: okręt ratowniczy ORP „Zbyszko” oraz śmigłowiec Mi-14PS z 29 Darłowska Eskadra Lotnicza

27 kwietnia
- Minister obrony narodowej zatwierdził wzór odznaki pamiątkowej i legitymacji Wojewódzkiego Sztabu Wojskowego w Warszawie[9]

## Maj
3 maja

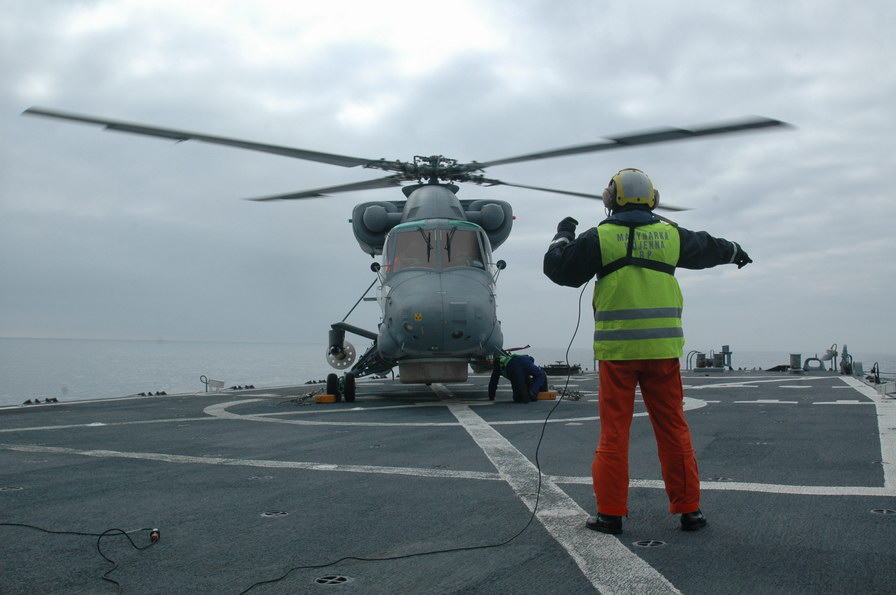
Ćwiczenia NATO pk. Noble Mariner 07

- z okazji Święta 3 Maja Prezydent RP Lech Kaczyński wręczył awanse generalskie w Pałacu Prezydenckim[10]:

do stopnia generała broni generałom dywizji: Bronisławowi Kwiatkowskiemu i Mieczysławowi Stachowiakowi,
do stopnia generała dywizji generałom brygady: Andrzejowi Malinowskiemu, Jerzemu Michałowskiemu i Włodzimierzowi Potasińskiemu,
do stopnia generała brygady pułkownikom: Wojciechowi Grabowskiemu, Sławomirowi Kałuzińskiemu, Januszowi Kręcikijowi, Krzysztofowi Makowskiemu, Markowi Olbrychtowi, Zbigniewowi Smokowi i Włodzimierzowi Usarkowi
do stopnia kontradmirała komandorowi: Andrzejowi Karwecie
8 maja
- odbyła się 62 rocznica zwycięstwa nad faszyzmem[11]

10 maja
- utworzenie stron internetowych PKW Afganistan pod adresem: www.isaf.wp.mil.pl oraz www.isaf.mon.gov.pl
- minister ON Aleksander Szczygło obserwował szkolenie na poligonie w Wędrzynie żołnierzy 17 Brygady Zmechanizowanej

11 maja
- wręczono sztandar 44 Bazie Lotniczej Marynarki Wojennej[12]

14–24 maja
- na morzu Bałtyckim odbyły się morskie manewry NATO pod kryptonimem Noble Mariner 07. W tych ćwiczeniach wzięło udział 17 państw Sojuszu oraz 2 państwa partnerskie (Finlandia i Szwecja). Razem w ćwiczeniu wzięło udział ok. 10 tysięcy marynarzy, ponad 80 okrętów oraz 70 samolotów i śmigłowców. W tym roku były to największe ćwiczenia, w których udział wzięła Marynarka Wojenna. Reprezentowały ją m.in. okręty ORP Gen. T. Kościuszko, ORP Kondor, ORP Czajka, ORP Necko i ORP Drużno oraz śmigłowce i samoloty z Brygady Lotnictwa Marynarki Wojennej[13][14]

25 maja
- 60 Dywizjon Rakietowy Obrony Powietrznej otrzymał nazwę wyróżniającą „Wieliszewski”[15]
- 1 Baza Lotnicza „Armii Krajowej – Łużyce” otrzymała nazwę wyróżniającą „Armii Krajowej – Łużyce”. Tego dnia 1 Baza Lotnicza przejęła także tradycje Bazy Lotniczej Armii Krajowej „Łużyce”[16]

## Czerwiec
11 czerwca

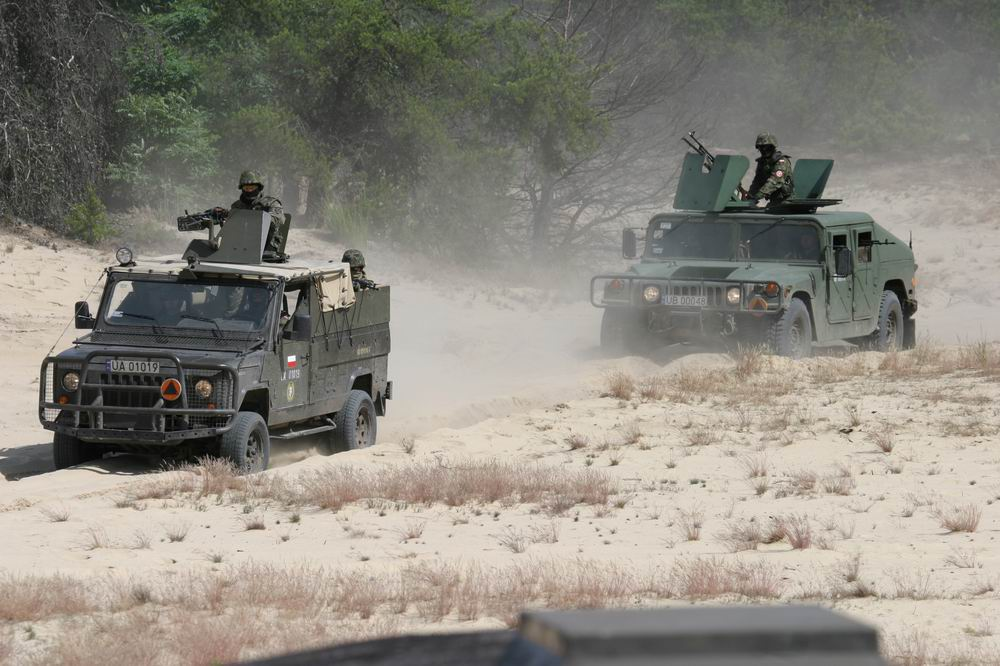
Ćwiczenia pk. Eufrat IX

- pułkownik Mirosław Ziółek przestał dowodzić 6 Pułkiem Dowodzenia; nowym dowódcą został ppłk Krzysztof Filipowiak, uroczystość przekazania obowiązków odbywał się w obecności m.in. gen. bryg. Michała Jackiewicza

12 czerwca
- początek dwudniowej wizyty kadm. Roberta George’a Coolinga[d] w Dowództwie Marynarki Wojennej

17 czerwca
- Minister obrony narodowej Aleksander Szczygło rozpoczął dwudniową wizytę w Libanie; spotkał się z żołnierzami pełniącymi służbę w misji ONZ

20 czerwca
- Minister obrony narodowej Aleksander Szczygło wydał decyzję nr 280/MON w sprawie wprowadzenia Regulaminu przyznawania patronatu honorowego lub uczestnictwa Ministra Obrony Narodowej w komitecie honorowym

22–28 czerwca
- na poligonie w Nowej Dębie odbyły się międzynarodowe ćwiczenia pod kryptonimem Eufrat IX. Ćwiczenia były podsumowaniem szkolenia żołnierzy IX zmiany Polskiego Kontyngentu Wojskowego w Iraku. W ćwiczeniach oprócz polskich żołnierzy wzięło udział 40 Amerykanów i 3 Litwinów. Kierownikiem ćwiczenia był gen. dyw. Włodzimierz Potasiński[17]

28 czerwca
- w siedzibie Sztabu Generalnego Wojska Polskiego w Warszawie odbyła się uroczystość przyjęcia przez Inspektorat Wsparcia Sił Zbrojnych w swoje podporządkowanie wybranych jednostek logistycznych i administracyjnych podległych dotychczas dowództwom rodzajów sił zbrojnych
- minister ON Aleksander Szczygło obserwował odbywające się na litewskim poligonie Kairiai międzynarodowe ćwiczenie pod kryptonimem Amber Hope 07
- na zaproszenie Bogdana Zdrojewskiego, przewodniczącego sejmowej Komisji Obrony Narodowej, w posiedzeniu komisji wziął udział minister ON Aleksander Szczygło; podczas obrad szef MON omówił najważniejsze tematy, jakimi zajmuje się kierownictwo resortu

29 czerwca
- w Akademii Obrony Narodowej odbyła się uroczystość zakończenia roku akademickiego; uroczystość prowadził komendant-rektor AON gen. bryg. dr hab. inż. Janusz Kręcikij
- rozpoczęły się dwutygodniowe ćwiczenia Polish Tiger 2007; piloci i technicy z 7 eskadry lotnictwa taktycznego oraz 33 Bazy Lotnictwa Transportowego szkolili się z pilotami 51 Skrzydła z Istranie (Włochy)

## Lipiec
2 lipca
- na zaproszenie szefa Sztabu Generalnego Wojska Polskiego generała Franciszka Gągora Szef Sztabu Generalnego Sił Zbrojnych Rumunii admirał Gheorghe Marin rozpoczął trzydniową wizytę w Polsce
- pełniący czasowo obowiązki komendanta Centrum Szkolenia Sił Powietrznych ppłk dypl. Andrzej Witek przekazał obowiązki płk. dypl. Krzysztofowi Żabickiemu; w uroczystości udział wziął m.in. gen. bryg. Stanisław Babiak

4 lipca
- pod honorowym patronatem Ministra Obrony Narodowej Aleksandra Szczygły w Akademii Obrony Narodowej odbyła się konferencja naukowa pt. Afganistan 2007 Misja Dla Pokoju

5 lipca
- podczas uroczystej zbiórki kadry, marynarzy i pracowników jednostki, komandor Mirosław Badurowicz przyjął obowiązki dowódcy 43 Bazy Lotniczej Marynarki Wojennej w Gdyni-Babich Dołach
- w uroczystościach pożegnanie IX zmiany PKW Irak, na terenie 8 Bazy Lotniczej Kraków-Balice udział wzięli minister obrony narodowej Aleksander Szczygło, Szefa Sztabu Generalnego Wojska Polskiego generała Franciszek Gągor i Dowódca Wojsk Lądowych gen. broni Waldemar Skrzypczak

7 lipca
- uroczyste pożegnanie IX zmiany PKW Irak na lotnisku w Krakowie-Balicach

11 lipca
- wizyta Ministra Obrony Narodowej Aleksandra Szczygły oraz dowódcy Sił Powietrznych gen. dyw. pil. Andrzeja Błasika w 22 Bazie Lotniczej i 41 Eskadrze Lotnictwa Taktycznego w Malborku

14 lipca
- po raz pierwszy w historii Wojska Polskiego ponad 30 żołnierzy z Batalionu Reprezentacyjnego Wojska Polskiego wzięło udział w defiladzie na Polach Elizejskich z okazji Dnia Zdobycia Bastylii

17 lipca
- towarzyszący Prezydentowi Rzeczypospolitej Polskiej Lechowi Kaczyńskiemu w roboczej wizycie w Stanach Zjednoczonych, minister obrony narodowej Aleksander Szczygło spotkał się z sekretarzem obrony Robertem Gatesem; w trakcie spotkania omówiono aktualną sytuację bezpieczeństwa w Europie w kontekście rosyjskiej decyzji o zawieszeniu udziału w traktacie CFE a także postępów w bilateralnych negocjacjach w sprawie rozmieszczenia w Polsce elementów tarczy antyrakietowej oraz wymieniono opinie na temat wspólnych operacji w Iraku i Afganistanie

19 lipca
- na terenie 8 Bazy Lotniczej w Krakowie-Balicach odbyło się uroczyste pożegnanie dowódcy Wielonarodowej Dywizji Centrum-Południe gen. dyw. Tadeusza Buka oraz żołnierzy wylatujących do Iraku w ramach IX zmiany Polskiego Kontyngentu Wojskowego

25 lipca
- w Bazie Echo w Iraku odznaczono dowódcę Wielonarodowej Dywizji Centrum-Południe gen. dyw. Pawła Lamlę amerykańskim odznaczeniem wojskowym Legion of Merit

26 lipca
- na terenie 8 Bazy Lotniczej Kraków-Balice odbyło się uroczyste pożegnanie V grupy żołnierzy wylatujących do Iraku w ramach IX zmiany PKW
- w Dolnośląskim Centrum Chorób Serca we Wrocławiu przeprowadzono operację 10-miesięcznej Jannat z Bagdadu

27 lipca
- Minister obrony narodowej Aleksander Szczygło spotkał się z marynarzami Dywizjonu Okrętów Podwodnych w Gdyni; minister wspólnie z załogą okrętu podwodnego ORP „Kondor” wyszedł w morze na realizację zadań szkoleniowych

## Sierpień
2 sierpnia
- gen. bryg. Krzysztof Busz zastępca Komendanta Głównego Żandarmerii Wojskowej przeszedł do rezerwy kadrowej

6 sierpnia
- płk Jarosław Janczewski objął obowiązki zastępcy Komendanta Głównego Żandarmerii Wojskowej

7 sierpnia
- Caritas Ordynariatu Polowego Wojska Polskiego przekazał 4,5 tony leków i sprzętu medycznego dla ludności cywilnej Afganistanu (wartość darów: 526 791,37 zł)

8 sierpnia
- szef Biura Bezpieczeństwa Narodowego Władysław Stasiak odszedł z Biuro i został wyznaczony na stanowisko Ministra Spraw Wewnętrznych i Administracji
- czasowe pełnienie obowiązków szefa Biura Bezpieczeństwa Narodowego powierzone zostało gen. bryg. Romanowi Polko

11 sierpnia
- KTO Rosomak podczas polsko-amerykańskiego patrolu wracając do bazy Sharam najechał na minę; nikt nie ucierpiał

14 sierpnia
- w Afganistanie zginął por. Łukasz Kurowski

15 sierpnia
- obchody 87. rocznicy Bitwy Warszawskiej, tzw. „Cudu nad Wisłą”; defilada powietrzno-lądowa w Alejach Ujazdowskich w Warszawie z udziałem dowódców rodzajów sił zbrojnych Wojska Polskiego oraz Prezydenta RP
- awanse na stopnie generalskie otrzymali: na stopień generała broni gen. dyw. Andrzej Błasik: na stopień generała dywizji gen. bryg. Roman Polko i Krzysztof Załęski: na stopień generała brygady płk Janusz Adamczyk, Tomasz Bąk, Zbigniew Czerwiński, Mieczysław Gocuł, Andrzej Knap, Andrzej Przekwas, Jan Rajchel, Andrzej Sobieraj, Sławomir Szczepaniak, Adam Świerkocz, Zbigniew Tłok-Kosowski: na stopień kontradmirała kmdr Ryszard Szczepan Demczuk, Waldemar Głuszko, Stanisław Zarychta, Jarosław Zygmunt
- gen. broni Bronisław Kwiatkowski został dowódcą Dowództwa Operacyjnego Sił Zbrojnych
- gen. bryg. Zbigniew Tłok-Kosowski został szefem Inspektoratu Wsparcia Sił Zbrojnych
- podniesienie wielkiej gali banderowej na okrętach MW

16 sierpnia
- w Afganistanie KTO Rosomak podczas patrolu zsunął się z nasypu; nikt nie ucierpiał
- KTO Rosomak podczas patrolu wjechał na minę; nikt nie ucierpiał
- incydent w Nangar Khel

17 sierpnia
- Caritas Ordynariatu Polowego Wojska Polskiego przekazał 610 kg odzieży, ręczników i pościeli dla ludności cywilnej Afganistanu

19 sierpnia
- HMMWV podczas patrolu najechał na improwizowany ładunek wybuchowy; nikt nie ucierpiał

31 sierpnia
- odchodzący do rezerwy dowódca 3 Bazy Lotniczej płk Bogusław Ochap przekazał obowiązki ppłk. Mirosławowi Molikowi

## Wrzesień

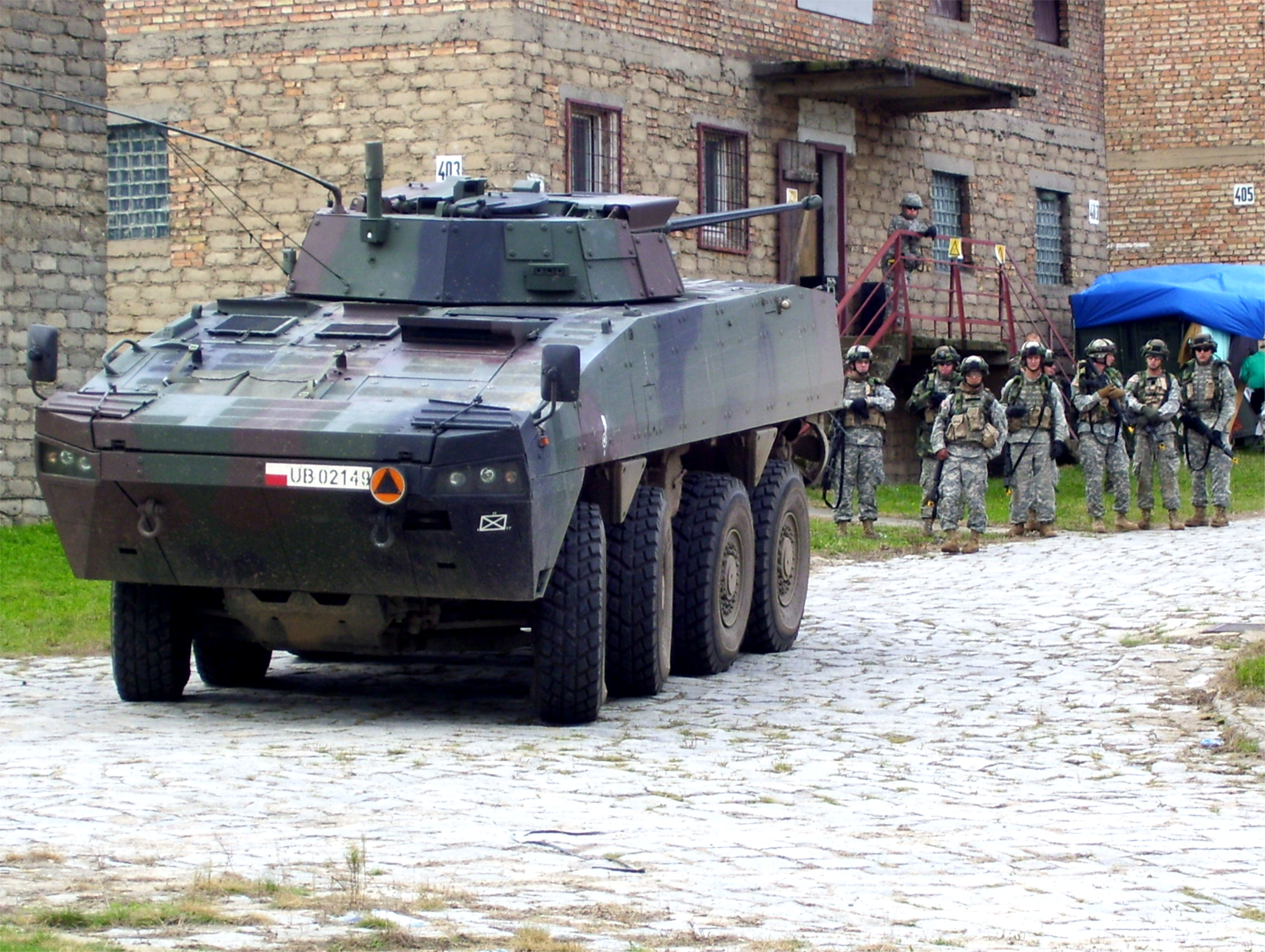
Ćwiczenie pk. Immediate Response 07

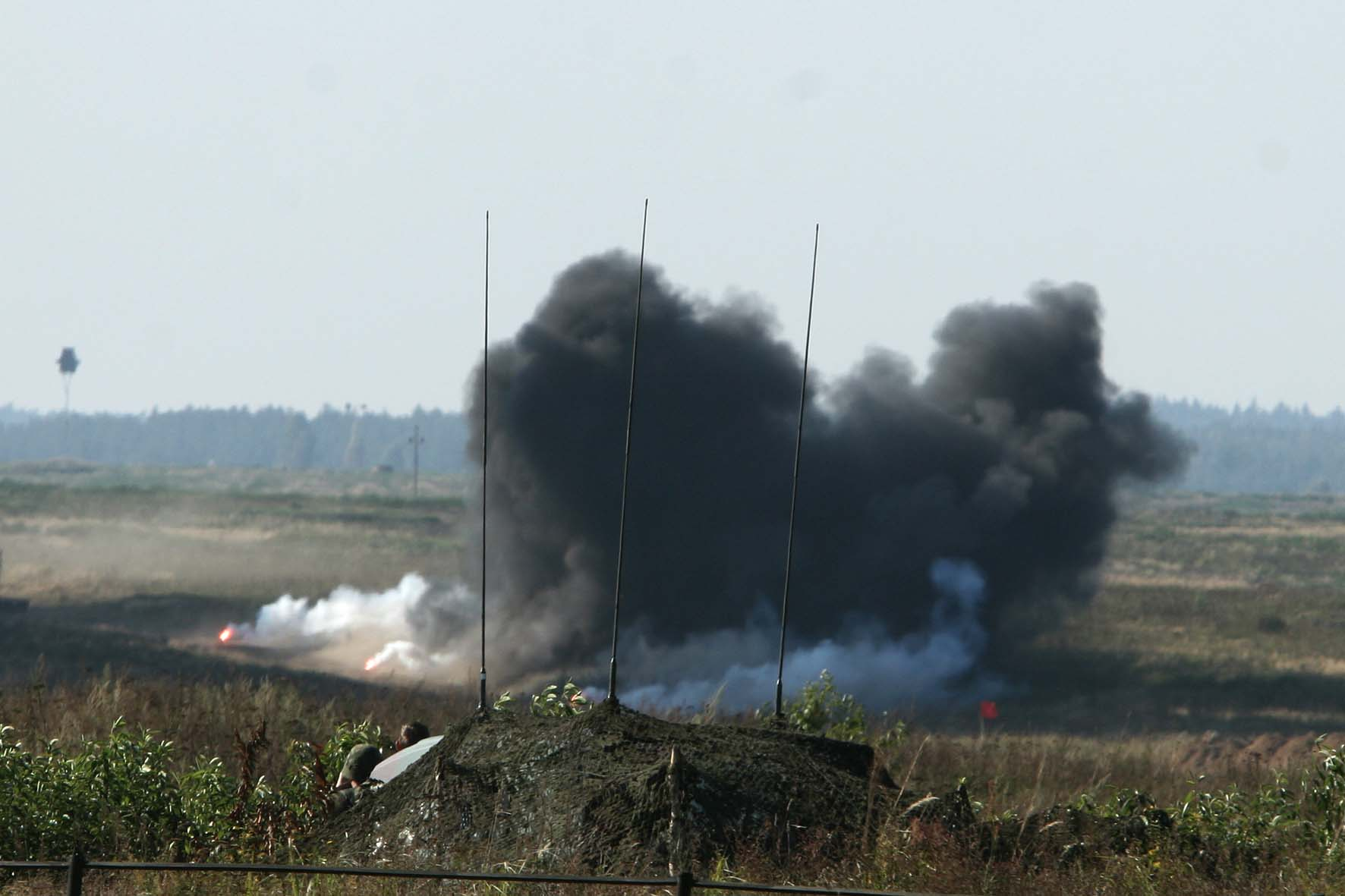
Ćwiczenie pk. Dragon 07

- w Ośrodku Szkolenia Poligonowego w Wędrznie odbyło się międzynarodowe ćwiczenie pod kryptonimem Immediate Response 07. W ćwiczeniu brało udział ok. 1200 żołnierzy z 17 Wielkopolskiej Brygady Zmechanizowanej i 6 Brygady Desantowo–Szturmowej oraz około 250 amerykańskich żołnierzy z 130. i 178. pułku piechoty Gwardii Narodowej stanu Illinois[18].

1 września
- gen. dyw. gen. dyw. Fryderyk Czekaj przestał dowodzić Śląskim Okręgiem Wojskowym; nowym dowódcą został gen. dyw. Zbigniew Głowienka

6 września
- początek pięciodniowej konferencji wojskowej 26 państw NATO w Victorii (Kanada) z udziałem generała Franciszka Gągora poświęconej wspólnemu planowaniu i przeprowadzaniu operacji NATO
- adm. floty Marek Brągoszewski przekazał obowiązki dowódcy Centrum Operacji Morskich kadm. Ryszardowi Demczukowi; nowy dowódca COM nie jest już zastępcą dowódcy Marynarki Wojennej

7 września
- premier Jarosław Kaczyński, na wniosek ministra obrony narodowej Aleksandra Szczygły odwołał ze stanowiska sekretarza stanu Marka Zająkałę i powołał na to stanowisko Bartłomieja Grabskiego

18–28 września
- na poligonie w Drawsku Pomorskim odbyło się ćwiczenie pod kryptonimem Dragon 07. W ćwiczeniu brało udział ok. 6 tysięcy polskich żołnierzy m.in. z 12 Szczecińskiej Dywizji Zmechanizowanej i 25 Brygady Kawalerii Powietrznej[19][20]

21 września
- minister obrony narodowej Aleksander Szczygło wydał decyzję nr 428/MON w sprawie zasad obowiązujących w Siłach Zbrojnych Rzeczypospolitej Polskiej w związku z wyborami parlamentarnymi w 2007 r.

## Październik
14 października
- 2 Korpus Zmechanizowany w Krakowie otrzymał imię gen. broni Władysława Andersa[21]

## Listopad
14 listopada
- skierowano do Wojskowego Sądu Garnizonowego w Poznaniu wnioski o zastosowanie w stosunku do żołnierzy biorących udział w incydencie w Nangar Khel tymczasowego aresztowania na trzy miesiące

15 listopada
- sąd uwzględnił pozytywnie wnioski w sprawie tymczasowego aresztowania na trzy miesiące żołnierzy biorących udział w incydencie w Nangar Khel, argumentując to tym, iż istnieje duże prawdopodobieństwo popełnienia przestępstwa przez podejrzanych, groźbą matactwa oraz wysokim zagrożeniem ustawowym kary[22]

16 listopada
- ministrem ON został Bogdan Klich
- na wniosek ministra ON Bogdana Klicha Premier RP Donald Tusk ze stanowiska sekretarza stanu w MON odwołał Antoniego Macierewicza

19 listopada
- minister ON Bogdan Klich wziął udział w posiedzeniu Rady ds. Ogólnych i Stosunków Zewnętrznych Unii Europejskiej oraz Rady Unii Europejskiej (w składzie ministrów obrony) w Brukseli w sprawie misji pokojowej UE w Czadzie

26 listopada
- na wniosek ministra ON Bogdana Klicha premier RP Donald Tusk powołał na stanowiska sekretarzy stanu Stanisława Komorowskiego oraz Marię Wągrowską
- na wniosek ministra ON Bogdana Klicha Premier RP Donald Tusk odwołał ze stanowiska sekretarza stanu Jacka Kotasa

29 listopada
- na wniosek ministra ON Bogdana Klicha Premier RP Donald Tusk powołał na stanowisko sekretarza stanu Piotra Czerwińskiego

## Grudzień
3 grudnia

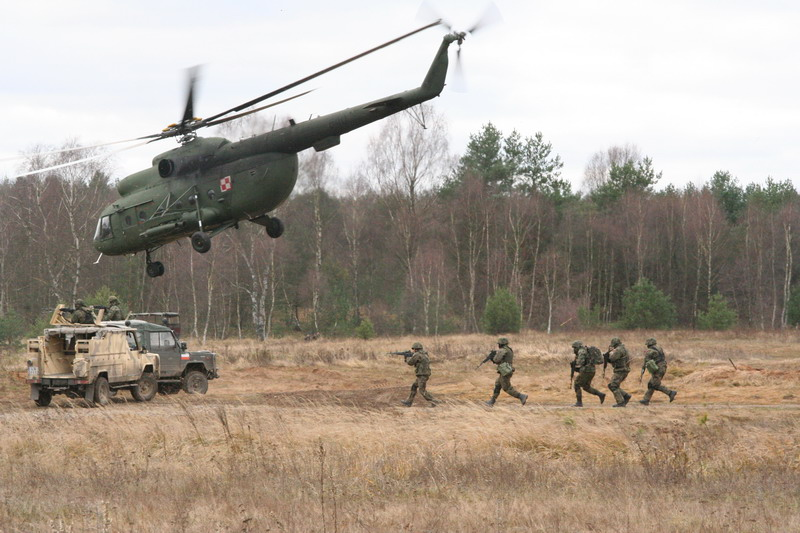
Ćwiczenie pk. Eufrat X

- na wniosek ministra ? Premier RP Donald Tusk odwołał ze stanowiska Naczelnego Prokuratora Wojskowego Tomasza Szałka

6–14 grudnia
- W Ośrodku Szkolenia Poligonowego Wojsk Lądowych w Drawsku Pomorskim odbyło się międzynarodowe ćwiczenie pod kryptonimem EUFRAT X. Ćwiczenie miało na celu sprawdzenie gotowności żołnierzy wyjeżdżających do Iraku w ramach X zmiany Polskiego Kontyngentu Wojskowego w Iraku. W ćwiczeniu, oprócz polskich żołnierzy uczestniczyli także żołnierze ze USA oraz Litwy[23][24]

12 grudnia
- dowódca Centrum Operacji Powietrznych – Dowództwa Komponentu Powietrznego gen. dyw. Sławomir Dygnatowski złożył wizytę roboczą w 1 Centrum Koordynacji Operacji Powietrznych oraz Centrum Operacji Morskich w Gdyni ()

13 grudnia
- na wniosek ministra ON Bogdana Klicha Premier RP Donald Tusk odwołał ze stanowiska sekretarza stanu Marię Wągrowską[25]

14 grudnia
- minister ON Bogdan Klich odwołał z zajmowanego stanowiska służbowego Komendanta Głównego Żandarmerii Wojskowej gen. dyw. Jana Żukowskiego. Na jago miejsce Komendantem Głównym ŻW mianował gen. bryg. Marka Witczaka. Gen. dyw. Jan Żukowski z dniem 2 stycznia 2008 roku został przeniesiony do rezerwy kadrowej[26].

18 grudnia
- wprowadzono odznakę pamiątkową Brygady Lotnictwa Marynarki Wojennej[27].

27 grudnia
- Minister obrony narodowej zatwierdził wzór odznaki pamiątkowej 3 Zamojskiej Brygady Obrony Terytorialnej[28]

31 grudnia
- Minister obrony narodowej zatwierdził wzór odznaki pamiątkowej i legitymacji 34 Brygady Kawalerii Pancernej im. Hetmana Wielkiego Koronnego Jana Zamoyskiego[29]
- rozformowano: 1 Morski Pułk Strzelców im. płk. Stanisława Dąbka w Gdyni[30].